# Ficus gomelleira
Ficus gomelleira là một loài thực vật có hoa trong họ Moraceae. Loài này được Kunth & C.D.Bouché mô tả khoa học đầu tiên năm 1847.